# Grad Borculo
Grad Borculo je bil grad in nato dvor v občini Berkelland , ki leži vzhodno od mesta Borculo v nizozemski provinci Gelderland. 

## Zgodovina
Zgodovina gradnje sega v 12. stoletje. Prvotni grad so zgradili gospodje Borkulski po vsej verjetnosti na svoji alodijalni posesti. Njihovo visoko gospostvo Borculo je bilo eno od nekaj manjših gospostev na območju, ki je mejilo na tri velike in močne entitete Svetega rimskega cesarstva: na severu in vzhodu knezo-škofijo Münster, na severozahodu knezo-škofija Utrecht in na zahodu in jugu grofija Zutphen in Gelders, ki so imele interes si podrediti in priključiti to gospostvo. V dvanajstem in trinajstem stoletju je grof Guelders poskušal razširiti svoj vpliv na obrobna območja grofije Zutphen. Do tega so bili še posebej upravičeni različni munsterski kerspeli, kot so Zelhem, Hengelo in kasneje Groenlo in Bredevoort. Utrechtski škof je deloval na severni strani, ki je po pridobitvi Twenteja v 11. stoletju, želel na južni strani pridobiti ostalih nekaj manjših gospostev. Na vzhodni strani je deloval škof iz Münstra. Pridobil je gospoščini Ahaus in Ottenstein ter grofijo Lohn. Dejaven je bil Geldersko-Zutphenski grof, ki je leta 1236 od borkulskega gospoda Henrika II. pridobil borculsko naselje Groenlo, ki je bil alodij Borkulskih gospodov. Groenlo je tako postal gelderska enklava v okviru gospostva Borculo. Ali je bil preostalo gospostvo fevd knezo-škofije Münster takrat ni znano, saj so prve fevdne knjige iz leta 1376, iz katerih pa je razvidno, da je gospostvo postalo pred tem letom munsterski fevd. Henrik III. Borkulski je bil v bitki pri Worringenu 5. junija 1288 ubit kot zaveznik grofa Gelderskega.
Leta 1360 se je Gijsbert Bronkhorstski poročil s Henriko, dedinjo gospostva Borculo. S politiko uravnoteženja dobrih odnosov Borkulskih gospodov in naslednikov gospodov Bronkhorstskih z dvema sosednjima velikima gospodoma, zaradi česar je gospostvo Borculo edino od gospostev v tej pokrajini, ki je ostalo relativno samostojno. V 15. stoletju se je to izrazilo v obliki borkulskega viteštva in obdavčitve s strani borkulskega gospoda. Do leta 1616 je gospostvo ostalo del kneževine Münster in nato grofije Zutphen. Münsterski škofje niso motili svojih vazalov v Borculu, dokler so ti priznavali in ohranjali fevdalni odnos z Münstrom. Težave so se pojavile šele po letu 1553, ko je umrl grof Joost Bronckhorstski, gospodar Borcula. Münsterski škof je svoj fevd vzel nazaj v neposredno upravljanje, vdova grofica Marija van Hoya, pa je obdržala grad in gospostvo v dosmrtno uživanje. Umrla je leta 1579 in prišlo je do dolgoletnih sporov glede nasledstva. Nasledstvo je zahtevala nečakinja grofa Joosta, Ermgard, vdova po Juriju, grofu Limburškem Stirumskem, ki je z Marijo van Hoya sklenila tudi pogodbo. Prve razsodbe so bile njej v škodo, šele njen vnuk grof Joost Limburško Stirumski je bil uspešen na sodišču v Arnhemu. Do leta 1616 je gospostvo ostalo del kneževine Münster in nato ga je zasedla grofija Zutphen, formalno pa priključen šele 1674.
Novi lastnik visokega gospostva grof Joost je gospostvo Lichtenvoorde  ločil od gospostva Borculo in ga zapustil svojemu drugemu sinu Juriju Ernestu.  Herman Oton Limburško Bronkhortski se je leta 1639-40 lotil obsežne preureditve in obnove gradu, ki ga je spremenil v pravi plemiški dvor z vrtovi. Prenova se je nadaljevala v naslednjih letih, ko so 57.000 kamnov pripeljali po vodi in z vozovi. Grofova družina je enostavno živela na veliki nogi in preko svojih zmožnosti. Družina Limburško  Bronchorstskih je zabredla v dolgove, ne le zaradi obnove. Čedalje več posesti je bilo treba obremeniti ali celo zastaviti, da so lahko preživeli. Končno je leta 1727 grof Leopold Limburško Bronckhorstski prodal gospostvo grofu Karlu Filipu Flodroff-Wartenslebenskemu. Grad takrat ni bil več naseljen in je okrog leta 1743 kazal znake močnega propadanja na južni in vzhodni strani. V takem stanju se je veliki grad obdržal do približno leta 1760, ko so ga, razen večine kleti, popolnoma porušili. Vnukinja omenjenega Karla Filipa, Isabella, grofica von Flemming, je pripeljala Borculo (z zdaj kupljenim gospostvom Lichtenvoorde in graščino Marhulsen) v zakon s poljskim princem Adamom Czartoryskim. Nazadnje je gospostvo Borculo – z omenjeno pripadajočo posestjo – okoli leta 1775 kupil princ Viljem V. Oranski.
Stadtholder princ Viljem V. je na tem gradu leta 1777 začel konjerejo. Grad je bil od leta 1722 nenaseljen, kar je vplivalo na vzdrževanje. Postopoma se stari grad razgradi na dele, nakar Viljem V. okoli leta 1775 odredi grad prenoviti. Grad nato dobi obliko črke L s samostoječim stolpom v oddaljenosti od glavne zgradbe.
Leta 1854 je kralj Viljem III. prodal svojo kobilarno in grad je kupila Geertruid Sara Agatha van Pabst. Njen sin Johan Derk Karel baron Heeckerensko Wassenaerski je grad podedoval leta 1867. Leta 1869 je baron na javni dražbi ponudil grad v rušenje, razen kleti.
Na teh kleteh je leta 1887 novi lastnik Karel Ferdinand Schaars zgradil vilo. V 20. stoletju se na grajskem zemljišču pojavi in izgine tovarna cikorije. Po vseh teh gradbenih in rušitvenih aktivnostih so vse sledi na nekdanji grad dodobra izbrisane.